# Producto privado remanente
Producto Privado Remanente o PPR es un medio de la contabilización del ingreso nacional parecido al más comúnmente conocido RNB. Dado que el gobierno es financiado por los impuestos y cualquier producción resultante no es (usualmente) vendida en el mercado, qué valer es abscrito a él está en disputa (ver cálculo económico), y es contado según RNB. Murray Rothbard desarrolló las medidas del PPB (Producto Privado Bruto) y el PPR. PPB es lo mismo que RNB menos el ingreso originado del gobierno y las empresas gubernamentales. PPR es lo mismo que el PPB menos los más altos gastos del gobierno y los ingresos de impuestos más el interés recibido.

{\displaystyle PPR=C+I-G+(X-M)\,}

- C es el consumo privado
- I es los impuestos
- G es la inversión de gobierno
- X es las exportaciones
- M es las importaciones

Por ejemplo, en una economía en donde el total de los gastos privados es $1,000 y el total de los gastos de gobierno es $200, el RNB sería $1,200, el PPB $1,000, y el PPR $800.